# ヴァルティスラフ7世 (ポメラニア公)
ヴァルティスラフ7世（ヴァルティスラフ7せい、ドイツ語：Wartislaw VII., 1363/5年 - 1394/5年）またはヴァルチスワフ7世（ポーランド語：Warcisław VII）は、ポメラニア＝スウプスク（シュトルプ）公（在位：1377年 - 1394/5年）。全名はハインリヒ・ヴァルティスラフ（ヘンリク・ヴァルチスワフ）である 。

## 生涯
ヴァルティスラフ7世はボギスラフ5世の息子で、カシミール4世およびボギスラフ8世の兄弟である。メクレンブルク公ハインリヒ3世の娘マリアと結婚し、ボギスラフ（後のデンマーク王エーリク7世）およびカタリーナが生まれた。
1377年、ヴァルティスラフはポメラニア＝スウプスク公として、弟ボギスラフ8世とともに共同統治者となった。ヴァルティスラフはドイツ騎士団とポーランド王国という2つの地方勢力の間をうまく立ち回った。1386年、ヴァルティスラフはドイツ騎士団と同盟を結んだ。しかし1390年に、ピズドリ条約によりポーランドと同盟を結び、ポーランド王ヴワディスワフ・ヤギェウォに臣従を誓った。その見返りに、ヴァルティスラフはポーランド王からナクウォを受け取った。
1392年から1393年にかけて、ヴァルティスラフは聖地に向け巡礼を行った。いくつかの資料によると、巡礼は1391年にすでに始めていたが、1392年7月にボアディングボーに滞在したとみられる。1392年8月1日、ヴァルティスラフ7世、弟ボギスラフ8世およびカンミン司教区の聖職者数名は、ブランデンブルクのランツベルク・アン・デア・ヴァルテ（現在のゴジュフ）においてレブス司教ヨハンおよびゲルリッツ公ヨハンと面会した。ボギスラフ8世はポメラニアに戻り、ヴァルティスラフ7世はポメラニア公ヴァルティスラフ8世と会うために南へ向かった。その後、2人のヴァルティスラフはハンガリーに向かった。ベオグラード（当時はハンガリーの一部、現在はセルビアの一部）の南東にある町スメデレヴォにおいてヴァルティスラフ7世が病気になったため、ヴァルティスラフ7世は1393年にポメラニアに戻り、ヴァルティスラフ8世は単独で巡礼を続けた。
ヴァルティスラフ7世の不在の間に、ポメラニアの貴族マツケ・フォン・ボルケ・アウフ・シュトラメールがポメラニア＝シュトルプで強盗を率いていたが、そこで1392年後半にボヘミア人のドイツ騎士団隊長（Komtur）ヨハン・フォン・ミュールハイムがドイツ騎士団領に向かう途中で強盗に遭った。ドイツ騎士団総長コンラート・フォン・ヴァレンローデは、ヴァルティスラフ7世とボギスラフ8世の宮廷で抗議を行い、賠償を要求した。ヴァルティスラフ7世とボギスラフ8世はその後、マツケの居所シュトラメールを破壊する許可をヴァレンローデに与え、最終的に取り壊された。
ヴァルティスラフ7世は1394年11月から1395年2月23日までの間に死去した。